# Pikoo
Pikoo (bengalisch পিকু Piku) ist ein indischer Kurzspielfilm von Satyajit Ray aus dem Jahr 1980. Der Film entstand nach Rays Kurzgeschichte Pikur Diari.

## Handlung
In einer Familie der bengalischen Oberschicht lebt der Junge Pikoo mit seinen Eltern und dem bettlägerigen Großvater. Als der Vater morgens das Haus verlässt, fragt er beiläufig seine Frau, ob ihr Liebhaber kommen wird, denn er hatte fremde Haare auf seinem Kissen gefunden. Der Sohn Pikoo bleibt zuhause, da er schulfrei hat. Er beschäftigt sich allein im Haus mit Murmeln und Radfahren. Dann besucht er seinen bettlägerigen Großvater, der herzkrank ist. Er erzählt ihm von einem Streit seiner Mutter mit seinem Vater. Danach beobachtet er einen Diener beim Essen und ruft vom Haustelefon aus wahllos Nummern an.
Onkel Hitesh, der Liebhaber seiner Mutter, kommt vorbei und bringt Pikoo als Geschenk neue Filzstifte mit. Seine Mutter schlägt ihm vor, dass er in den Garten gehen und Blumen malen solle. Pikoo geht und Seema verschwindet mit Hitesh im Schlafzimmer. Sie erzählt Hitesh, dass ihr Mann Verdacht geschöpft hat. Beim Schließen der Vorhänge beobachtet sie ihren Sohn im Garten vor den Blumen hockend. Sie weint wegen ihres Verhaltens gegenüber Pikoo. Hitesh meint, er wäre nicht gekommen, wenn er das gewusst hätte.
Pikoo sucht immer neue Blumen, während sein Großvater stirbt. Aus dem Garten ruft er seiner Mutter, die gerade nackt mit Hitesh im Bett liegt, zu: „Ich habe keinen weißen Stift, ich male die weiße Blume mit Schwarz“. Ein Regentropfen fällt auf sein Blatt und er kehrt zurück ins Haus.
Pikoo hört einen Streit seiner Mutter mit Hitesh im Schlafzimmer und geht dann zu seinem Großvater, der inzwischen tot ist. Weinend sitzt er auf der Veranda und malt eine weitere Blume ab.

## Hintergrund
Ray erhielt während der Dreharbeiten zu Hirak Rajar Deshe von dem freischaffenden Produzenten Henri Fraise das Angebot, einen Film seiner Wahl für das französische Fernsehen FR3 zu machen. Ray entschied sich für eine seiner eigenen Geschichten aus der Perspektive eines ahnungslosen Kindes.
Szenenbildner war Ashoke Bose. Auch Rays Sohn Sandip Ray war als Assistent an der Produktion beteiligt.